# Amadeo Martínez Inglés
Amadeo Martínez Inglés (Saragossa, 1936) és un exmilitar i escriptor aragonès. Durant més de quaranta anys va servir en l'Exèrcit de Terra Espanyol, arribant al grau de coronel, amb el diploma d'Estat Major el 1987. Va ser expulsat de l'exèrcit el 1990, després de la qual cosa va intentar una carrera política a Izquierda Republicana que va acabar abruptament el 1993. És autor de llibres que tracten assumptes polèmics amb els quals l'exèrcit hagi pogut tenir relació, com l'intent de cop d'Estat del 23 de febrer de 1981 i l'enviament de tropes espanyoles a la Guerra a Afganistan de 2001.

## Biografia
El 1953 va ingressar a l'Acadèmia General Militar de Saragossa. Va participar en la Guerra d'Ifni entre l'octubre de 1957 i l'abril de 1958, ja amb el grau de tinent, dirigint la secció d'Assalt del Batalló Tetuán núm. 14 de Castelló. Per la seva tasca en aquesta guerra va ser proposat per a la concessió de la Medalla al Mèrit Militar.
El 1969 es va diplomar en Estat Major, i fou destinat durant diversos anys a la Brigada d'infanteria lleugera paracaigudista i a les Tropes Nòmades del Sàhara. També va obtenir la diplomatura d'Estat Major per l'Escola de Guerra de l'Argentina i les especialitats en Estats Majors Conjunts, carros de combat, paracaigudisme militar, unitats motoritzades, operacions aerotàctiques i fotointerpretació aèria.
Al llarg dels seus anys al servei de l'Exèrcit, sobretot durant la Transició Espanyola, va ocupar diversos càrrecs d'importància dins de l'Exèrcit tals com el de cap de Mobilització de l'Estat Major de l'Exèrcit i cap de l'Estat Major de la Brigada d'Infanteria de Saragossa, alhora que va ser professor d'Història Militar en l'Escola d'Oficials de l'Estat Major.
L'abril de 1990 va ser expulsat de l'exèrcit pel Ministeri de Defensa, després d'haver passat cinc mesos a la presó militar d'Alcalá de Henares per successives sancions disciplinàries, iniciades al novembre de 1989 amb un expedient per falta greu a causa de les seves declaracions a diversos mitjans de comunicació, en les quals es mostrava partidari d'un exèrcit totalment professional. En el seu llibre España indefensa, publicat el mateix any, defensava la formació d'un exèrcit professional i suprimir el servei militar obligatori.
En juny de 1991 ingressà a Izquierda Republicana (IR), aleshores part de la coalició Izquierda Unida. En octubre de 1993 abandonà IR, acusant el seu líder, Isabelo Herreros, de malversació de cabals públics i desviament de diners, i al president de la coalició, Julio Anguita, de "tractar de tapar tot l'embolic". Això provocà, segons l'acusat, la seva retirada com a portaveu de la coalició i l'escissió a Izquierda Republicana. En setembre de 1997 el Jutjat del Penal número 18 de Madrid absolgué Herreros dels delictes de falsedat continuada i falsedat en document públic.
El 1995 es presentà a les eleccions municipals a Alcalá de Henares amb el partit Acción Local,
Durant els anys 2000 va ser protagonista de diversos fets polèmics. Molt crític amb la invasió de l'Iraq de 2003, va protagonitzar una polèmica en unir-se a una manifestació vestit amb el seu antic uniforme militar el 15 de maig de 2003 estant de fet expulsat de l'exèrcit, per la qual cosa va ser portat a judici, en el qual va ser absolt. Una altra polèmica la va protagonitzar el 22 de maig de 2004 quan va aconseguir colar-se amb el seu vestit militar i amb una arma en la guerrera en la catedral de l'Almudena de Madrid durant la noces de Felip de Borbó i Grècia amb Letizia Ortiz, argumentant que ho va fer per a denunciar les fallades de seguretat de l'acte.
La seva obra publicada es compon de diversos polèmics assaigs en els quals critica els secrets en els que han estat o estan vinculades les accions de l'Exèrcit espanyol, basant-se segons afirma en el coneixement que ha adquirit després de tenir accés als arxius secrets i a les informacions reservades de l'Exèrcit de Terra. No obstant això, segons diari El Mundo, en una crítica publicada arran de l'aparició del seu llibre La transición vigilada sobre l'intent de cop d'estat de 1981 "L'autor presumeix d'haver consultat papers, d'haver parlat amb molta gent, d'haver analitzat a consciència totes les dades, però no cita una font fiable identificable fora d'alguns testimoniatges dels colpistes ja publicats que, com el lector sap, cal posar en quarantena." Sobre els seus mètodes d'investigació afirmen que són "una versió recolzada en mitjanes veritats, en suposicions i en rumors que arriba a certes conclusions desorientades".
En 2001 va publicar 23-F. El golpe que nunca existió (Foca, 2001), un polèmic llibre sobre l'intent de cop d'Estat del 23 de febrer de 1981 en el qual afirma la participació interessada del Rei i les principals forces polítiques i militars del moment en l'intent de cop.
Al febrer de 2008 va publicar una altra polèmica obra sobre la figura del rei Joan Carles I, Juan Carlos I, el último Borbón (Styria, 2008), en la qual critica profundament la seva forma d'arribar a cap d'Estat, el seu suposat poder fàctic real i la seva oculta vida privada. Aquest mateix mes va enviar una carta al president del Congrés dels Diputats demanant la creació d'una comissió parlamentària que investigués suposades responsabilitats del monarca en diferents fets i successos que li atribueix. També es va dirigir al fiscal general de l'Estat de Portugal per sol·licitar la investigació de la mort a Estoril del germà del rei Joan Carles I, l'infant Alfons, mort quan se li va disparar una arma. No es té notícia de cap resposta a aquesta sol·licitud.
El 2013 fou multat per injuriar al rei d'Espanya.
El 2014 parlà d'una presumpta Operació Estela, de caràcter militar, preparada per a ser utilitzada contra els catalans davant la rebel·lió d'aquests.
El 2015 va acusar Joan Carles I de presumpte assassinat.